# Mona Washbourne
Mona Washbourne (Birmingham, 27 novembre 1903 – Londra, 15 novembre 1988) è stata un'attrice britannica.

## Filmografia

### Cinema
- Paradiso in fiore (Evergreen), regia di Victor Saville (1934)
- Tutto mi accusa (The Winslow Boy), regia di Anthony Asquith (1948)
- Once Upon a Dream, regia di Ralph Thomas (1949)
- The Huggetts Abroad, regia di Ken Annakin (1949)
- Adamo ed Evelina (Adam and Evelyne), regia di Harold French (1949)
- Il paradiso delle donne (Maytime in Mayfair), regia di Herbert Wilcox (1949)
- Double Confession, regia di Ken Annakin (1950)
- Dark Interval, regia di Charles Saunders (1950)
- Morte di un gangster (The Gambler and the Lady), regia di Patrick Jenkins, Sam Newfield (1952)
- Johnny on the Run, regia di Lewis Gilbert (1953)
- Il forestiero (The Million Pound Note), regia di Ronald Neame (1954)
- Star of My Night, regia di Paul Dickson (1954)
- Quattro in medicina (Doctor in the House), regia di Ralph Thomas (1954)
- Controspionaggio (Betrayed), regia di Gottfried Reinhardt (1954)
- Child's Play, regia di Margaret Thomson (1954)
- To Dorothy a Son, regia di Muriel Box (1954)
- Adventure in the Hopfields, regia di John Guillermin (1954)
- John and Julie, regia di William Fairchild (1955)
- La poltrona vuota (Cast a Dark Shadow), regia di Lewis Gilbert (1955)
- Alias John Preston, regia di David MacDonald (1955)
- Count of Twelve, regia di Paul Dickson (1955)
- 999 Scotland Yard (Lost), regia di Guy Green (1956)
- Gli uomini condannano (Yield to the Night), regia di J. Lee Thompson (1956)
- Amami, ... e non giocare (Loser Takes All ), regia di Ken Annakin (1956)
- Circus Friends, regia di Gerald Thomas (1956)
- È meraviglioso essere giovani (It's Great to Be Young!), regia di Cyril Frankel (1956)
- The Good Companions, regia di J. Lee Thompson (1957)
- A Stranger in Town, regia di George Pollock (1957)
- Son of a Stranger, regia di Ernest Morris (1957)
- Dunkerque (Dunkirk), regia di Leslie Norman (1958)
- A Cry from the Streets, regia di Lewis Gilbert (1958)
- Il marito latino (Count Your Blessings), regia di Jean Negulesco (1959)
- Le spose di Dracula (The Brides of Dracula), regia di Terence Fisher (1960)
- Billy il bugiardo (Billy Liar), regia di John Schlesinger (1963)
- La doppia vita di Dan Craig (Night Must Fall), regia di Karel Reisz (1964)
- My Fair Lady, regia di George Cukor (1964)
- Ferry Cross the Mersey, regia di Jeremy Summers (1964)
- One Way Pendulum, regia di Peter Yates (1965)
- Il collezionista (The Collector), regia di William Wyler (1965)
- Il terzo giorno (The Third Day), regia di Jack Smight (1965)
- James Bond 007 - Casino Royale (Casino Royale ), regia di John Huston, Kenneth Hughes, Val Guest, Robert Parrish e Joseph McGrath (1967)
- Two a Penny, regia di James F. Collier (1967)
- Mrs. Brown, You've Got a Lovely Daughter, regia di Saul Swimmer (1968)
- Se... (If), regia di Lindsay Anderson (1968)
- Mutazioni (The Bed Sitting Room), regia di Richard Lester (1969)
- I formidabili (The Games), regia di Michael Winner (1970)
- Frammenti di paura (Fragment of Fear), regia di Richard C. Sarafian (1970)
- What Became of Jack and Jill?, regia di Bill Bain (1972)
- Identikit, regia di Giuseppe Patroni Griffi (1974)
- O Lucky Man!, regia di Lindsay Anderson (1973)
- The Old Curiosity Shop, regia di Michael Tuchner (1975)
- Il giardino della felicità (The Blue Bird), regia di George Cukor (1976)
- Stevie, regia di Robert Enders (1978)
- Una spia in vacanza (The London Connection), regia di Robert Clouse (1979)

### Televisione
- Lilli Palmer Theatre - serie TV, 1 episodio (1955)
- The Vise - serie TV, 1 episodio (1957)
- Matinee Theatre - serie TV, 1 episodio (1958)
- ITV Play of the Week - serie TV, 1 episodio (1958)
- Armchair Theatre - serie TV, 4 episodi (1959-1970)
- A Chance to Live, regia di Gerard Glaister - film TV (1960)
- Knight Errant Limited - serie TV, 1 episodio (1960)
- ITV Television Playhouse - serie TV, 2 episodi (1960-1961)
- Theatre Night - serie TV, 1 episodio (1961)
- NET Playhouse - serie TV, 1 episodio (1968)
- ITV Playhouse - serie TV, 2 episodi (1968-1969)
- Rogues' Gallery - serie TV, 1 episodio (1969)
- ITV Saturday Night Theatre - serie TV, 1 episodio (1969)
- Parkin's Patch - serie TV, 1 episodio (1969)
- Wicked Women - serie TV, 1 episodio (1970)
- The Great Inimitable Mr. Dickens, regia di Ned Sherrin - film TV (1970)
- The Dustbinmen - serie TV, 1 episodio (1970)
- Play for Today - serie TV, 1 episodio (1972)
- Thirty-Minute Theatre - serie TV, 1 episodio (1972)
- Six Days of Justice - serie TV, 1 episodio (1973)
- Marty Back Together Again - serie TV, 1 episodio (1974)
- Centre Play - serie TV, 1 episodio (1975)
- The Galton & Simpson Playhouse - serie TV, 1 episodio (1977)
- Thérèse Raquin, regia di Simon Langton - miniserie TV (1980)
- Shillingbury Tales - serie TV, 1 episodio (1981)
- Ritorno a Brideshead (Brideshead Revisited), regia di Charles Sturridge e Michael Lindsay-Hogg- miniserie TV (1980)
- Celebrity Playhouse  - serie TV, 1 episodio (1981)
- Carlo e Diana - Una storia d'amore (Charles & Diana: A Royal Love Story), regia di James Goldstone - film TV (1982)
- December Flower, regia di Stephen Frears - film TV (1984)

## Doppiatrici italiane
Nelle versioni in italiano dei suoi film, Mona Washbourne è stata doppiata da:
- Lydia Simoneschi in Le spose di Dracula, My Fair Lady, Il collezionista, Identikit, Il giardino della felicità
- Wanda Tettoni in Billy il bugiardo, Una spia in vacanza
- Franca Dominici in La doppia vita di Dan Craig